# Platydema castaneum
Platydema castaneum – gatunek chrząszcza z rodziny czarnuchowatych i podrodziny Diaperinae.

## Taksonomia
Gatunek ten opisany został po raz pierwszy w 2010 roku przez Rolanda Grimma na łamach „Stuttgarter Beiträge zur Naturkunde”. Jako lokalizację typową wskazano Permai Rainforest Resort w malezyjskim Sarawaku na Borneo. Epitet gatunkowy oznacza po łacinie „kasztanowe”.

## Morfologia
Chrząszcz o owalnym w zarysie ciele długości od 4,8 do 6,3 mm i szerokości od 3 do 3,7 mm. Wierzch ciała ma błyszczący, ubarwiony jednolicie kasztanowo, czasem z jaśniejszymi stopami i nasadami czułków oraz z ostatnim członem czułków czarniawym.
Głowa jest drobno i skąpo punktowana, u obu płci o wklęśniętym obszarze między oczami i o środkowym odcinku przedniej krawędzi nadustka niezmodyfikowanym. U samca na czole występuje zwykle para skierowanych ku przodowi rogów, z których prawy jest dłuższy od lewego, czasem jednak prawy jest bardzo krótki, a lewy zredukowany do guzka lub całkiem zanikły.
Lekko sklepione, mikrosiateczkowane i drobno punktowane przedplecze ma lekko wykrojoną, całkiem obrzeżoną krawędź przednią z nieco dwufalistym odcinkiem środkowym, szeroko zaokrąglone i niewystające kąty przednie, całkowicie obrzeżone krawędzie boczne i nieobrzeżoną krawędź tylną. Lekko sklepione, od 1,1, do 1,2 raza dłuższe niż szersze pokrywy mają po osiem szeregów punktów między rządkiem przytarczkowym a krawędzią boczną oraz płaskie międzyrzędy z bardzo drobnym i skąpym punktowaniem. Odnóża mają nierozszerzone stopy.
Odwłok ma środkowe części sternitów wyraźnie podłużnie pomarszczone, skąpo pokryte drobnymi punktami z krótkimi szczecinkami i wyraźnie mikrosiateczkowane.

## Rozprzestrzenienie
Owad orientalny, endemiczny dla Malezji i Borneo, znany jedynie z półwyspu Santubong w Sarawaku. Spotykany na rzędnych od 10 do 200 m n.p.m.